# Ceux de la Résistance
Ceux de la Résistance (kurz: CDLR; deutsch: diejenigen des Widerstandes) war eine der acht großen Bewegungen des französischen Binnenwiderstands/Nationalen Widerstands während des Zweiten Weltkriegs in Frankreich. Die CDLR war später auch Mitglied des Nationalen Widerstandsrates (CNR). Die CDLR war innerhalb der Résistance bedeutend und sollte nicht mit der Ceux de la Libération (CDLL) verwechselt werden.

## Geschichte
Die Bewegung ist ursprünglich aus der Organisation Combat Zone Nord entstanden. Nachdem viele Anführer der Combat Zone Nord im Jahr 1942 verhaftet worden waren, bauten Pierre Arrighi, Jacques Le Comte-Boinet und Jean de Vogüe im Jahr 1943 die Organisation unter dem neuen Namen „Ceux de la Résistance“ wieder neu auf. Auch Paul Arrighi, Michel Debré und Léon Hamon zählten zu den bedeutenden Persönlichkeiten dieser Organisation. Die CDLR rekrutierte ihre Mitglieder vornehmlich aus Reserveoffizieren, Ingenieuren und Industriellen. Die Widerstandsgruppe wollte immer unpolitisch bleiben. Die CDLR arbeitete, anfangs etwas zögerlich, beim CNR mit. Die CDLR nahm an deren ersten Sitzung am 27. Mai 1943 teil. Jacques Le Comte-Boinet vertrat die Organisation bei dieser ersten Sitzung. Im nationalen Widerstandskampf gegen das deutsche Terrorherrschaft unterstützte die CDLR-Bewegung die FFI durch die Bereitstellung mehrerer tausend Kämpfer. Außerdem brachte man sich durch Personalvorschläge bei verschiedenen politischen Institutionen und Einrichtungen ein. In der Resistance Militärregion C lag die Federführung ganz bei ihr. Die Leitung hatte Jacques Le Comte-Boinet. Unterstützt im Aufbau dieser Organisation wurde er von Henry Ingrand. Nach dessen Verhaftung im Juni 1942 übernahm Pierre Arrighi dessen Rolle. Jacques Le Comte-Boinet konnte sich im Juni 1942 knapp der Verhaftung entziehen. Dem Lenkungsausschuss gehörte auch Henri Bourdeau de Fontenay an.
Die Mitglieder der CDLR verteilten die Untergrundzeitung Combat in der besetzten Nordzone Frankreichs, der Chefredakteur war Jacques Edinger. Die Mitgliederzahl lag im Herbst 1943 bei ca. 14.000 und stieg bis Sommer 1944 auf über 60.000, die über die gesamte Nordzone verteilt waren, an.

## Regionalgruppen
| CDLR-Paris: Pierre Stibbe, Henri Bourdeau de Fontenay, Lèo(n) Hamon |
| CDLR-Tritant-Gruppe (CDLR-BOA-CDP Drei): Marcel Bertin, Robert Clement, Roger Fleury, Robert Tritant, Charles Robinot |
| CDLR-Besancon: Charles Darmont |
| CDLR-Gueux: Pol Poncelet |
| CDLR-Normandie "Basse-Normandie/Calvados": Pierre Bouchard, Claude Thomas, Paul Derrien, Roland Spitzer, Raymond Triboulet, Pierre Comby, Emmanuel Robineau, Etienne Lemoigne, Colonel Corbasson, Jacques Springinsfeld(?) (fast alle ehemalige Mitglieder des Reseau Hector) |
| CDLR-Liberté in Neufchatel-sur-Aisne: René Begard, Robert Dussart, Paul Gillant, René Guibal, Charles Livernaux, Virgile Muteau, René Differdange, Henri Charpentier, Albert Charpentier, Louis Chatenet, Louis Daumal, Gaston Henry, Fernand Lelarge, André Loeffer, Èmile Paris, Georges Sabouret, Vasso Stotkovitch, Maurice Mathieu, André Mathieu, René Mathieu, Fernand Warnet, Roger Warnet, Eugiène Fouquet, Albert Georges, Serge Sevrain, Roger Saingery |
| CDLR-FFI-Sézanne: Antoine Andè, Jean-Marie Bardonnet, Marcel Barnier, Julien Bidault, Marcel Dutripon, Pierre Fabry, Maurice Henry, Bernard Leroy, Pierre Maréchal, Pierre Noblin, Guy Perchat, Oscar Verrier |
| CDLR-Épernay: René Herr |
| CDLR-Fere-Champenoise: Roger Michel |
| CDLR-Sainte-Menehould: Andre Noizet |

## Übersicht über die Widerstandsbewegungen in der besetzten Zone
Neben der Ceux de la Résistance (CDLR) gab es in der Nordzone noch die Ceux de la Libération (CDLL), die Libération Nord, die Organisation Civile et Militaire (OCM) und den Front National (Zone Nord). Die Ceux de la Résistance (CDLR) war die Nachfolgeorganisation der Combat Zone Nord.

## Tätigkeit
Die Bewegung konzentrierte sich auf die Einsatzbereiche Zusammenarbeit mit Geheimdiensten (Reseau Ceux de Manipule), Propaganda-Arbeit, Unterwanderung der Vichy-Verwaltung mit eigenen Leuten, Unterstützung von abgestürzten Piloten (Flugbetriebsdienst), Einsätze mit Fallschirmspringern, Aufbau und Entdeckung von Waffenlagern und Sabotageaktionen.

## Réseau Ceux de la Manipule
Das Réseau Ceux de Manipule kann als Aktionsdienst bzw. Geheimdienst des Ceux de la Résistance bezeichnet werden. Es wurde im März 1943 gegründet. Es gab bei diesem Réseau drei Untergrundnetzwerke RR, 57 und Max. Ihm gehörten ca. 600 Agenten an. Ca 200 der Agenten waren von Verhaftungen, Deportationen und Todesfällen betroffen.
Siehe auch: Liste der Mitglieder des Réseau Ceux de la Manipule

## Mitgliederliste
Die nachfolgende Liste erhebt keinen Anspruch auf Vollständigkeit.
| Name                                                                  | Geburtsort                                 | Geburtsjahr | Sterbejahr | Sterbeort                         | Beruf                                              | Bemerkung / Sterbeursache                                                                             |
| --------------------------------------------------------------------- | ------------------------------------------ | ----------- | ---------- | --------------------------------- | -------------------------------------------------- | --- |
| Jean Allin                                                            | Decize (Nièvre)                            | 1917        | 1944       | La Celle-sous-Chantemerle         | Lehrer                                             | |
| Antoine André                                                         | Dardilly (Rhône)                           | 1905        | 1944       | Sézanne                           |                                                    | (CDLR-FFI)                                                                                            |
| Paul Arrighi                                                          | Ville-d'Avray                              | 1895        | 1976       | Paris                             | Anwalt                                             | (2. Weltkrieg überlebt)                                                                               |
| Pierre Arrighi                                                        | Paris                                      | 1921        | 1944       | Schloss Hartheim                  | Student (Jura)                                     | (auch: Reseau Manipule)                                                                               |
| Louis Albert Bailly                                                   | Paris                                      | 1902        | 1991       | Cosne-Cours-sur-Loire (Nièvre)    | Arbeiter (Lederwaren)                              | (2. Weltkrieg überlebt)                                                                               |
| Jean-Marie Bardonnet                                                  | Faux-Fresnay (Marne)                       | 1917        | 1944       | Gaye                              | Arbeiter (in einer Mühle)                          | |
| Marcel Barnier                                                        | Sézanne (Marne)                            | 1926        | 1944       | Sézanne                           | Landarbeiter                                       | (CDLR-FFI)                                                                                            |
| Jean Beaubras                                                         | Preigney (Haute-Saône)                     | 1906        | 1944       | Brimont                           | Techniker, Ingenieur                               | (FFI)                                                                                                 |
| Michel Bedel                                                          | Neuilly-sur-Seine                          | 1918        |            |                                   |                                                    | (Reseau Manipule)                                                                                     |
| Renè Begard                                                           | Vitry-le Francois                          | 1919        | 1944       | Saint-Quentin (Aisne)             | Beamter                                            | (Zitadelle von Saint-Quentin, Liberté)                                                                |
| Henri Bertin                                                          |                                            |             |            |                                   | Ingenieur                                          | |
| Marcel Bertin                                                         | Romagne-sous-les-Côtes (Maas)              | 1905        | 1944       | L’Épine / Épinal                  | Metzger, Fleischer                                 | (CDLR-BOA-CDP3 / Tritant-Gruppe)                                                                      |
| Julien Bidault                                                        | Gaye (Marne)                               | 1924        | 1944       | Gaye                              | Landarbeiter                                       | (CDLR-FFI)                                                                                            |
| Guy Boisot                                                            | Châlons-sur-Marne (Marne)                  | 1909        | 1992       | Nantes (Loire-Atlantique)         | Drucker                                            | (2. Weltkrieg überlebt)                                                                               |
| Roland Boisot                                                         | Châlons-sur-Marne                          | 1905        | 1994       | La Garde (Var)                    | Drucker                                            | (2. Weltkrieg überlebt)                                                                               |
| Pierre Bouchard                                                       | Ambérieu-en-Bugey                          | 1901        | 1944       | KZ Gusen                          |                                                    | (OCM-CDLR)                                                                                            |
| Henri Bourdeau de Fontenay                                            | Chartres                                   | 1900        | 1969       | Paris                             | Politiker                                          | (2. Weltkrieg überlebt)                                                                               |
| Yann Brekilien                                                        | Paris                                      | 1920        | 2009       |                                   | Schriftsteller                                     | (2. Weltkrieg überlebt)                                                                               |
| Jean Brion                                                            | Fère-Champenoise (Marne)                   | 1908        | 1944       | Clamanges                         | Priester                                           | (CDLR-FFI)                                                                                            |
| Andre Butte                                                           | Angoulême (Charente)                       | 1911        | 1944       | Confolens                         | Radiotechniker                                     | |
| Paul Charbaux                                                         | Congy (Marne)                              | 1905        | 1944       | Champaubert (Marne)               | Winzer                                             | |
| Leon Charbonnel                                                       | Neussargues-Moissac                        | 1909        | 1944       | Paris                             |                                                    | (FFI)                                                                                                 |
| Albert Charpentier                                                    | Évergnicourt (Aisne)                       | 1891        | 1971       | Menton(Alpes-Maritimes)           | Schlosser                                          | (Liberté),                                                                                            |
| Henri Charpentier                                                     | Neufchâtel-sur-Aisne (Aisne)               | 1924        | 1944       | Saint-Quentin (Aisne)             | Schweißer                                          | (Liberté)                                                                                             |
| Guy Chatenet                                                          | Amiens (Somme)                             | 1919        |            |                                   |                                                    | (Liberté) service historique de la défense: RIF GR 16 P 123608 (Wahrscheinlich Libertè)               |
| Christiane Cavelier de Cuverville (Christiane Rème)                   | Bonn                                       | 1923        | 2019       |                                   | Studentin                                          | (auch: "AS" und "Manipule")                                                                           |
| Maurice Chuquet                                                       | Argenteuil                                 | 1920        | 1944       | L’Épine / Épinal                  | Buchhalter                                         | (erschossen)                                                                                          |
| Robert Clément                                                        | Épernay (Marne)                            | 1907        | 1944       | L’Épine / Épinal                  | Mechaniker                                         | (CDLR-BOA-CDP3 / Tritant-Gruppe)                                                                      |
| Roger Cocteau-Gallois                                                 | Paris                                      | 1905        | 1995       | Poissy                            | Soldat                                             | CDLR-Lenkungsausschuß                                                                                 |
| Michel Collinet                                                       | Lorient (Morbihan)                         | 1904        | 1977       | Paris                             | Mathematikprofessor                                | (2. Weltkrieg überlebt)                                                                               |
| Pierre Comby                                                          |                                            | 1897        | 1991       |                                   |                                                    | (2. Weltkrieg überlebt)                                                                               |
| Colonel Gaston Corbasson                                              | Montargis                                  | 1885        | 1964       |                                   | Oberst, Soldat                                     | (2. Weltkrieg überlebt)                                                                               |
| Charles Darmont                                                       |                                            |             |            |                                   |                                                    | |
| Louis Daumal                                                          |                                            |             |            |                                   |                                                    | (Liberté) service historiquede la défense: GR 16 P 159332 (Vincennes) oder/und AC 21 P 629270 (Caen). |
| Michel Debre                                                          | Paris                                      | 1912        | 1996       | Montlouis-sur-Loire               | Politiker                                          | (2. Weltkrieg überlebt)                                                                               |
| Henri Delaire                                                         | Festigny (Marne)                           | 1899        | 1944       | Damery                            | Buchhalter                                         | (SFIO, CDLR-FFI)                                                                                      |
| Francois Delimal                                                      | Paris                                      | 1922        | 1944       | Paris                             | Student                                            | Suizid (BOA)                                                                                          |
| Raoul Demacon                                                         | La Villa d'Aÿ (Épernay, Marne)             | 1912        | 1944       | Matignicourt                      | Elektriker                                         | (FFI oder CDLR/unklar)                                                                                |
| Fernand Demacon                                                       |                                            |             |            |                                   |                                                    | |
| Fernand Denis                                                         | Talus-Saint-Prix (Marne)                   | 1903        | 1944       | Corfélix                          |                                                    | (CDLR-FFI)                                                                                            |
| Paul Derrien                                                          | Plouaret (Côtes-du-Nord, Côtes-d'Armor)    | 1893        | 1944       | Caen                              | Arzt                                               | unklar ob CDLR, wahrscheinlich Réseau Hector, OCM                                                     |
| Jacques Detre                                                         | Reims (Marne)                              | 1910        | 1943       | Reims                             | Gewerkschaftsmitarbeiter                           | im Gefängnis (FFI)                                                                                    |
| Fernand Dhaussy                                                       | Cateau-Cambrésis                           | 1908        | 1944       | La Forestière                     | Hirte                                              | (FFI, RIF)                                                                                            |
| Rene Differdange                                                      | Brienne-sur-Aisne (Ardennen)               | 1912        | 1944       | Saint-Quentin (Aisne)             | Maler oder Landarbeiter                            | Auch: Gruppe Liberté                                                                                  |
| Henri Domureau                                                        |                                            | 1922        | 1989       | Stains (Seine, Seine-Saint-Denis) | Mitarbeiter in der Elektrotechnik (Gleichrichter?) | (2. Weltkrieg überlebt) 'Liberation du Bourget''                                                      |
| Georgette Drion                                                       | Versailles                                 | 1922        | 1969       | Courbevoie                        |                                                    | (2. Weltkrieg überlebt)                                                                               |
| Fernand Ducarne                                                       | St-Aubin-du-Nord                           | 1913        | 1945       | KZ Gusen                          |                                                    | |
| Jeanne-Marie Ducarne                                                  |                                            | 1915        | 1951       |                                   |                                                    | (2. Weltkrieg überlebt)                                                                               |
| Camille Dussolier                                                     | La Celle-sous-Chantemerle (Marne)          | 1907        | 1944       | La Celle-sous-Chantemerle         | Maurer                                             | (CDLR-FFI)                                                                                            |
| Marcel Durtripon                                                      | Gaye (Marne)                               | 1923        | 1944       | Gaye                              |                                                    | |
| Robert Dussart                                                        | Bézu-Saint-Germain (Aisne)                 | 1913        | 1944       | Saint-Quentin (Aisne)             |                                                    | (Zitadelle von Saint-Quentin, Liberté)                                                                |
| Jacques Edinger                                                       |                                            | 1910 ?      | 1973 ?     |                                   | Redakteur, Reporter                                | |
| Pierre Fabry                                                          | Mulhouse (Haut-Rhin)                       | 1919        | 1944       | Sézanne                           |                                                    | |
| Guy Flavien                                                           | Paris                                      | 1920        | 1945       | KZ Buchenwald                     | Ingenieur                                          | |
| Roger Fleury                                                          |                                            | 1920        | 1944       | L’Épine / Épinal                  |                                                    | (CDLR-BOA-CDP3 / Tritant-Gruppe)                                                                      |
| Eugene Fouquet                                                        | Bourganeuf (Creuse)                        | 1907        | 1945       | Lengenfeld / KZ Flossenbürg       |                                                    | (Deportation, Liberté)                                                                                |
| Paul Gillant                                                          | Fleury-sur-Aire (Maas)                     | 1910        | 1944       | Saint-Quentin (Aisne)             | Bäcker                                             | (Zitadelle von Saint-Quentin, Liberté)                                                                |
| Albert Georges                                                        | Pont-à-Mousson (Meurthe-et-Moselle)        | 1893        | 1945       | KZ Dachau                         | Stickereimitarbeiter                               | (Deportation, Liberté)                                                                                |
| Gilbert Grandval                                                      | Paris                                      | 1904        | 1981       | Paris                             | Unternehmensdirektor                               | (2. Weltkrieg überlebt)                                                                               |
| René Guibal                                                           | Paris                                      | 1915        | 1944       | Saint-Quentin (Aisne)             | Schlosser oder Arbeiter                            | (Zitadelle von Saint-Quentin, Liberté)                                                                |
| Leo(n) Hamon                                                          | Paris                                      | 1908        | 1993       | Paris                             | Politiker, Jurist                                  | (2. Weltkrieg überlebt)                                                                               |
| Gaston Henry                                                          |                                            |             |            |                                   |                                                    | (Liberté)                                                                                             |
| Julien Henry                                                          | Demange-aux-Eaux (Maas)                    | 1924        | 1944       | Paris                             |                                                    | (CDLL und CDLR)                                                                                       |
| Maurice Henry                                                         | Gaye (Marne)                               | 1924        | 1944       | Gaye                              | Landarbeiter                                       | (CDLR-FFI)                                                                                            |
| Rene Herr                                                             | Épernay (Marne)                            | 1915        | 1944       | L’Épine / Épinal                  | Maschinenbauingenieur                              | (Reseaux Manipule, FFI, CDLR-BOA)                                                                     |
| Rene Huser                                                            | Weiterswiller (Bas-Rhin)                   | 1923        | 1944       | L’Épine / Épinal                  | Angestellter der PTT                               | |
| Henry Ingrand                                                         |                                            | 1908        | 2003       |                                   |                                                    | (2. Weltkrieg überlebt)                                                                               |
| Viktor Klaine                                                         | Blainville-sur-l'Eau (Meurthe-et-Moselle)  | 1893        | 1944       | Epernay                           |                                                    | (SNCF, FFI)                                                                                           |
| Gilbert Lachasse                                                      | Broussy-le-Grand (Marne)                   | 1903        | 1944       | Broussy-le-Grand                  |                                                    | (CDLR, FFI)                                                                                           |
| Jacques Lecompte-Boinet                                               | Evreux dans l'Eure                         | 1905        | 1974       | Sèvres                            | Beamter, Minister, Botschafter                     | (2. Weltkrieg überlebt, Gründer, auch: Reseau Manipule)                                               |
| Fernand Lelarge                                                       |                                            |             |            |                                   |                                                    | (Liberté)                                                                                             |
| Joseph Lelarge                                                        | Brienne-sur-Aisne (Ardennen)               | 1901        |            |                                   | Zimmermann, landwirtschaftlicher Angestellter      | (Liberté)                                                                                             |
| Ètienne Lemoigne                                                      |                                            | 1901        | 1957       |                                   |                                                    | (2. Weltkrieg überlebt)                                                                               |
| Bernard Leroy                                                         | Faux-Fresnay (Marne),                      | 1926        | 1944       | Gaye                              |                                                    | (CDLR-FFI)                                                                                            |
| Charles Livernaux                                                     | Neufchatel-sur-Aisne                       | 1914        | 1944       | Saint-Quentin                     | Mechaniker oder Arbeiter                           | (Zitadelle von Saint-Quentin, Liberté)                                                                |
| André Loeffer                                                         |                                            |             |            |                                   |                                                    | (Liberté)                                                                                             |
| Louis Lopez                                                           | Campos (Portugal)                          | 1908        | 1944       | Corfélix                          | Handwerker                                         | (RFI, FFI)                                                                                            |
| Pierre Mabille (? Arzt, Schriftsteller, 1904 in Reims-1952 in Paris?) |                                            |             |            |                                   |                                                    | (Reseau Manipule)                                                                                     |
| Fernand Maitrejean                                                    | La Celle-sous-Chantemerle (Marne)          | 1907        | 1944       | La Celle-sous-Chantemerle         | Landwirt                                           | (CDLR-FFI)                                                                                            |
| Henri Manigart                                                        | Namur (Belgien)                            | 1898        | 1982       | Aubervilliers                     | Schuhmacher                                        | |
| Pierre Maréchal                                                       | Rethel (Ardennen)                          | 1928        | 1944       | Sézanne                           | Landarbeiter                                       | (CDLR-FFI)                                                                                            |
| Marie Martin-Sane                                                     |                                            | 1920        | 1988       |                                   |                                                    | (Reseau Manipule)                                                                                     |
| Raymond Massiet                                                       | Paris                                      | 1908        | 1995       | Monthou-sur-Cher                  | Schulleiter einer Privatschule                     | (auch: Groupe "Victoire", Temoignage-Chretien)                                                        |
| André Mathieu                                                         |                                            |             |            |                                   |                                                    | (Liberté)                                                                                             |
| Maurice Mathieu                                                       | Neufchâtel-sur-Aisne (Aisne)               | 1922        | 1944       | Neufchâtel-sur-Aisne (Aisne)      |                                                    | (Liberté)                                                                                             |
| René Mathieu                                                          |                                            |             |            |                                   |                                                    | (Liberté) (Gestorben bei Deportation)                                                                 |
| Jean-Jacques Mayoux                                                   |                                            | 1901        | 1987       |                                   |                                                    | (2. Weltkrieg überlebt)                                                                               |
| Freddy Menahem                                                        | Thessaloniki                               | 1924        | 2015       | Paris                             | Arzt                                               | (2. Weltkrieg überlebt)                                                                               |
| Roger Michel                                                          | Fère-Champenoise (Marne)                   | 1925        | 1944       | Fère-Champenoise                  | Landarbeiter                                       | (FFC, CDLR-RIF)                                                                                       |
| Jacques Moreau                                                        |                                            |             |            |                                   |                                                    | |
| Virgile Muteau                                                        | Ecly (Ardennen)                            | 1921        | 1944       | Saint-Quentin                     | Landarbeiter                                       | (Zitadelle von Saint-Quentin, Liberté)                                                                |
| Pierre Noblin                                                         | Sézanne (Marne)                            | 1902        | 1944       | Sézanne                           | Metzger (Fleischer)                                | |
| André Noizet                                                          |                                            |             |            |                                   |                                                    | |
| Emile Paris                                                           | Haudrecy (Ardennen)                        | 1922        |            |                                   |                                                    | (Liberté)                                                                                             |
| Maurice Picques                                                       | Vitry-le-François (Marne)                  | 1923        | 1944       | Champaubert                       |                                                    | (RIF, FFI)                                                                                            |
| Serge Pigny                                                           |                                            |             |            |                                   |                                                    | (CDLL)                                                                                                |
| Guy Perchat                                                           | Meix-Saint-Époing (Marne)                  | 1926        | 1944       | Sézanne                           | Holzfäller                                         | (CDLR-FFI)                                                                                            |
| Pol Poncelet                                                          |                                            |             | 1944       | Harlem                            | Landwirt                                           | |
| Bernard Quentin                                                       | Doingt-Flamicourt                          | 1923        | 2020       | Chevilly-Larue                    | Bildhauer und Maler                                | (Reseau Manipule)                                                                                     |
| Dr. Jean Quentin                                                      |                                            |             |            |                                   |                                                    | |
| Émile Renaux                                                          |                                            | 1908        | 1944       | Chalons-sur-Marne                 |                                                    | |
| Alfred Rèvolte                                                        | Saint-Nicolas-du-Port (Meurthe-et-Moselle) | 1908        | 1944       | Damery                            | Gemüsehändler                                      | (FFI)                                                                                                 |
| Robert Reyl                                                           |                                            |             |            |                                   |                                                    | Manipule                                                                                              |
| Emmanuel Robineau                                                     | Clamart (Seine)                            | 1920        | 1944       | Rougemontiers                     | Handelsvertreter                                   | |
| Charles Robinot                                                       | Nancy (Meurthe-et-Moselle)                 | 1911        | 1944       | L’Épine / Épinal                  | Polier                                             | (CDLR-BOA-CDP3 / Tritant-Gruppe)                                                                      |
| Georges Sabouret                                                      |                                            |             |            |                                   |                                                    | (Liberté)                                                                                             |
| Roger Saingery                                                        |                                            |             |            |                                   |                                                    | (Liberté, 2. Weltkrieg nicht überlebt)                                                                |
| Jean-Paul Sassy                                                       |                                            | 1915        | 1992       |                                   |                                                    | (2. Weltkrieg überlebt)                                                                               |
| Andre Schneiter                                                       | Reims (Marne)                              | 1914        | 1944       | Tournes                           | Weinhändler (Makler)                               | (BOA, FFI)                                                                                            |
| Serge Sevrain                                                         |                                            |             |            |                                   |                                                    | (Liberté)                                                                                             |
| Roland Spitzer                                                        | Trouville-sur-Mer                          | 1918        | 1944       | Amfreville                        | Bankangestellter                                   | Kriegstod                                                                                             |
| Jacques Springinsfeld                                                 | Paris                                      | 1920        | 2009       | Vic-Fezensac                      |                                                    | (Krieg überlebt)                                                                                      |
| Pierre Stibbe                                                         | Paris                                      | 1912        | 1967       | Amiens (Somme)                    |                                                    | (SFIO, 1793, Libération Sud, Krieg überlebt)                                                          |
| Vasso Stoikovitch oder Vasso Stotkovitch                              | Montenegro                                 | 1898        |            |                                   |                                                    | |
| Claude Thomas                                                         |                                            |             |            |                                   | Assistent in einer Apotheke                        | |
| Louise Toussaint                                                      |                                            | 1888        | 1945       | KZ Ravensbrück                    |                                                    | |
| Paul Toussaint                                                        | Gien (Loiret)                              | 1925        | 1944       |                                   |                                                    | (Deportation)                                                                                         |
| Pierre Toussaint                                                      | Gien (Loiret)                              | 1920        | 1944       |                                   |                                                    | (Deportation)                                                                                         |
| Raymond Triboulet                                                     | Paris                                      | 1906        | 2006       | Sèvres                            |                                                    | (2. Weltkrieg überlebt)                                                                               |
| Robert Tritant                                                        | Puisieulx (Marne)                          | 1903        | 1944       | L’Épine / Épinal                  | Architekt                                          | (CDLR-BOA-CDP3 / Tritant-Gruppe)                                                                      |
| Oscar Verrier                                                         | Mourmelon-le-Grand (Marne)                 | 1902        | 1944       | Gaye                              |                                                    | (CDLR-FFI)                                                                                            |
| Robert Viard                                                          | Paris                                      | 1910        | 1944       | Paris                             |                                                    | |
| Jean de Vogüé                                                         | Paris                                      | 1898        | 1972       | Maincy                            |                                                    | (2. Weltkrieg überlebt)                                                                               |
| Fernand Warnet                                                        | Reims (Marne)                              | 1902        | 1944       | KZ Buchenwald                     |                                                    | (Deportation) (Libertè)                                                                               |
| Roger Warnet                                                          | Isles-sur-Suippe (Marne)                   | 1926        | 1945       | KZ Flossenbürg                    |                                                    | (Deportation) (Libertè)                                                                               |
| Andre Watier                                                          | Chigny-les-Roses (Marne)                   | 1901        | 1944       | Verzenay                          |                                                    | (RIF)                                                                                                 |

Abkürzungen: BOA: Bureau des opérations aériennes (BOA); FFI: Forces françaises de l’intérieur; FFC: Forces françaises combattantes; Libération Sud; SNCF: Résistance Fer; SFIO: Section française de l’Internationale ouvrière

### Personen
- Jacques Lecompte-Boinet: (französisch)
- Leon Charbonnel (französisch)
- Robert Clément (französisch)
- Henri Charpentier (französisch)
- Gilbert Grandval: (französisch)
- Gilbert Grandval: (deutsch)
- https://www.reseau-canope.fr/cnrd/selection/5727 (französisch)
- ANDRÉ SCHNEITER: https://pedagogie.ac-reims.fr/memoire/enseigner/memoire_resistance/resistance/schneiter_andre.htm (französisch)

### Ceux de la Résistance
- Gedenkorte in Europa (deutsch)
- https://maitron.fr/spip.php?mot12279#pagination_articles (französisch)
- https://www.france-politique.fr/wiki/Ceux_de_la_R%C3%A9sistance_(CDLR) (französisch)
- http://sgmcaen.free.fr/resistance/ceux-de-le-resistance.htm (französisch)
- http://museedelaresistanceenligne.org/media7758-Brassard-du-mouvement-Ceux-de-la-RA (französisch)
- https://gallica.bnf.fr/html/und/presse-et-revues/ceux-de-la-resistance-cdlr?mode=desktop (französisch)
- https://elib.uni-stuttgart.de/bitstream/11682/5245/2/Band02.pdf
- https://www.fondationresistance.org/documents/lettre/LettreResistance075.pdf
- https://www.memoiresdeguerre.com/article-ceux-de-la-resistance-55441512.html (französisch)
- Tritant-Gruppe (französisch)
- https://www.crrl.fr/module-Contenus-viewpub-tid-2-pid-59.html (französisch)
- https://resistancepasdecalais.fr/ceux-de-la-resistance-cdlr/ (französisch)

### Reseau Manipule
- https://resistancepasdecalais.fr/manipule/